# Fuckin' Problems
Fuckin' Problems (resa graficamente F**kin' Problems e censurata dalle radio Problems) è un singolo del rapper statunitense A$AP Rocky, pubblicato nel 2012 ed estratto dall'album LONG.LIVE.A$AP. Il brano vede la partecipazione di Drake, 2 Chainz e Kendrick Lamar.

## Tracce
- Download digitale

1. Fuckin' Problems (featuring Drake, 2 Chainz & Kendrick Lamar) – 3:57